# Apamea binaloudi
Apamea binaloudi är en fjärilsart som beskrevs av Brandt 1941. Apamea binaloudi ingår i släktet Apamea och familjen nattflyn. Inga underarter finns listade i Catalogue of Life.